# إيرنيستو أسكوبادو
إيرنيستو أسكوبادو (بالإنجليزية: Ernesto Escobedo)‏ هو لاعب كرة مضرب أمريكي، ولد في 4 يوليو 1996 في لوس أنجلوس في الولايات المتحدة.

## وصلات خارجية
- إيرنيستو أسكوبادو على موقع رابطة محترفي التنس (الإنجليزية)
- إيرنيستو أسكوبادو على موقع الاتحاد الدولي لكرة المضرب (الإنجليزية)
- إيرنيستو أسكوبادو على موقع خلاصة التنس.كوم (الإنجليزية)
- إيرنيستو أسكوبادو على موقع إي إس بي إن.كوم (الإنجليزية)